# 铁炉镇 (德昌县)
铁炉乡，是中华人民共和国四川省凉山彝族自治州德昌县下辖的一个乡镇级行政单位。

## 行政区划
铁炉乡下辖以下地区：
铁炉岗村、大沟村、中梁村、菠萝村、烂坝村和春光村。